# Atlantidrilus peregrinus
Atlantidrilus peregrinus är en ringmaskart som beskrevs av Erséus 1989. Atlantidrilus peregrinus ingår i släktet Atlantidrilus och familjen glattmaskar. Inga underarter finns listade i Catalogue of Life.